# Црква Светог Николе у Сићеву
Црква Светог Николе у Сићеву, насељеном месту на територији општине Клина, на Косову и Метохији, представља непокретно културно добро као споменик културе.
Црква посвећена Светом Николи се налази на десној обали реке Клине, а десетак километара од истоименог места, које се као баштина војводе Мркше Сићевског помиње у 15. веку, која је заслугом становника Сићева, обновљена и украшена фрескама у другој половини 16. века. То је једнобродна грађевина, пресведена покривена каменим плочама. Живопис јесамо делимично сачуван, а од старог гробља преостала су само два камена крста.

## Основ за упис у регистар
Решење Завода за заштиту и научно проучавање споменика културе АКМО у Приштини, бр. 246 ог 16. 4. 1958. Закон о заштити споменика културе и природних реткости (Сл. гласник нрс БР. 54/48).